# 早期人類走出非洲

直立人（黃色）, 尼安德塔人（赭色）和 智人（紅色）的連續擴散，以及它們出現後的年數

早期智人（人屬物種）的人口數次從非洲擴張到整個歐亞大陸，發生在舊石器時代早期和中期，即大約210萬年前到20萬年前。這些擴張與智人（解剖學上的現代人類，參見早期現代人）向歐亞大陸的擴張形成鮮明對比，後者可能在20萬年前開始（參看人類單地起源說）。
人屬（或任何人族）物種最早出現在非洲以外地區的歷史，可追溯到近200萬年前。 2018年一項研究主張，根據對含有石製品的最底層的磁性地層測年，早在2.12百萬年前在中國大陸中部上陳地區就有人類存在。 非洲以外已知最古老的人類骨骼遺骸，來自格魯吉亞的德馬尼西（參看喬治亞原人），可追溯到1.8百萬年前。
後來的擴張浪潮被認為在1.4百萬年前左右（參看阿舍利），與前人有關；在0.8百萬年前左右，與海德堡人有關。
直到1980年代初，早期人類被認為僅限於更新世早期的非洲大陸，即約0.8百萬年前；在早更新世，東非以外的古人類遷徙僅有少數已知證據。

## 早期分散
在希臘及安那托利亞等地發現的希臘古猿與歐蘭猿，時間約在距今8百萬年前。在克里特島發現的特拉奇洛斯足跡，時間約在距今6百萬年前。學者認為，這顯示當時人亞科的成員，已經由非洲拓展到地中海沿岸地區。
在距今5百60萬年前，南猿在東非出現。在距今2百80萬年前，在東非出現能人，為人屬的起源。由2018年發掘的上陈遗址，學者估計在距今2百萬年前，第一波人属從非洲離開，進入歐亞大陸。第一波出走非洲的人屬，包括了喬治亞原人、佛羅勒斯人、海德堡人、尼安德特人、丹尼索瓦人與直立人等。由考古證據推斷，喬治亞原人的年代距今1百80萬年前，可能是最早一批移民。隨後是距今1百40萬年前進入歐洲的前人，以及8百萬年前抵達歐洲的海德堡人。
現今找到最早具備現代人類特徵的遺址，位於衣索比亞南部，估計距今約2百33萬年前。由以色列的考古發現，在距今12萬年前至8萬年前，現代人類已經再度離開非洲，進入歐亞大陸。進入歐亞大陸的現代人類，取代了原本居住在亞洲的直立人以及在歐洲的尼安德塔人。